# Шайхет Леонід Юхимович
Леоні́д Юхи́мович Шайхет (* 17 лютого 1948) — український математик, завідувач кафедри вищої математики Донецького державного університету управління, доктор фізико-математичних наук, професор.

## З життєпису
Академік Української академії інформатики.
Почесний член Нью-Йоркської академії наук.
Член Товариства прикладної математики і механіки (GAMM) (Німеччина).
Включений до біографічного довідника «Who-is-who in the World».
Автор більш як 200 наукових публікацій, навчальних та навчально-методичних посібників для студентів та абітурієнтів.